# 20 de febrero
El 20 de febrero es el 51.ᵉʳ (quincuagésimo primer) día del año en el calendario gregoriano. Quedan 314 días para finalizar el año y 315 en los años bisiestos.

## Acontecimientos
- 1472: Noruega le entrega a Escocia las Islas Shetland y las Órcadas como pago de una dote.
- 1524: en España, el rey Carlos I ordena estudiar la posibilidad de unir el Mar del Sur (Océano Pacífico) con el Mar del Norte (Océano Atlántico) por el istmo de Panamá.
- 1547: Eduardo VI es coronado rey de Inglaterra en la Abadía de Westminster tras la muerte de su padre Enrique VIII de Inglaterra.
- 1619: El político español Rodrigo Calderón de Aranda es detenido en su palacio de Valladolid acusado de brujería y asesinato, desmantelándose una de las primeras tramas de corrupción de la España moderna.
- 1724: en Londres se estrena la ópera Giulio Cesare de Georg Friedrich Händel.
- 1777: en España, Carlos III prohíbe el baile en el interior de las iglesias.
- 1790: en Francia, la Revolución francesa prohíbe los conventos.
- 1790: en el Sacro Imperio Romano Germánico, Leopoldo II de Austria es elegido como nuevo emperador.
- 1798: en el Vaticano, el mariscal francés Louis Alexandre Berthier (bajo las órdenes de Napoleón) destrona al papa italiano Pío VI y lo envía a Francia.
- 1810: en Mantua (Italia) las tropas italianas ejecutan a Andreas Hofer (patriota tirolés y líder de la rebelión contra las tropas de Napoleón).
- 1813: en Salta (Argentina) las tropas del general Manuel Belgrano derrotan al ejército realista en la Batalla de Salta.
- 1827: en Rosário do Sul (Brasil) —en el marco de la guerra del Brasil— el Ejército Argentino derrota al del Imperio del Brasil en la Batalla del arroyo Ituzaingó.
- 1835: la ciudad de Concepción (Chile) es destruida por un terremoto.
- 1859: en Venezuela, la Toma del Cuartel de Coro por el comandante Tirso Salaverría desencadena la Guerra Federal.
- 1862: en Madrid (España), Ángel de Saavedra es nombrado director de la Real Academia Española.
- 1864: en Florida, en el marco de la guerra civil estadounidense, se libra la batalla de Olustee, la más grande en ese Estado.
- 1872: en Nueva York se inaugura el Museo Metropolitano de Arte.
- 1903: en España se estrena la obra La escalinata de un trono, de José de Echegaray.
- 1907: en San Petersburgo se estrena la ópera La ciudad invisible de Kítezh, de Nikolai Rimski-Kórsakov.
- 1907: en Barcelona se estrena la obra La mare, de Santiago Rusiñol.
- 1909: en París, el periódico Le Figaro publica El manifiesto futurista de Filippo Tommaso Marinetti.
- 1911: en España la tonadillera Pastora Imperio contrae matrimonio con el torero Rafael Gómez Ortega, El Gallo.
- 1917: en Alemania, el Imperio alemán (II Reich) introduce las monedas de aluminio y retira las de cobre para aprovechar este metal con fines bélicos.
- 1920: en Madrid se crea el Instituto Cajal para investigaciones biológicas.
- 1921: estreno de la película Los cuatro jinetes del Apocalipsis, de Rex Ingram.
- 1922: en Lituania, la Dieta de la ciudad de Vilna es ocupada por tropas polacas y se pronuncia a favor de su integración en Polonia.
- 1928: en Tokio se celebran las primeras elecciones por sufragio universal.
- 1928: en La Habana (Cuba) se clausura la VI Conferencia Panamericana.
- 1928: en Estados Unidos, el senado acuerda desbloquear las propiedades alemanas embargadas durante la Primera Guerra Mundial.
- 1931: en Paraguay, una ocupación anarquista, convierte brevemente a la ciudad de Encarnación en una comuna revolucionaria.
- 1932: en Argentina, el general Agustín P. Justo asume como presidente.
- 1933: en el teatro Serrano de Gandía se celebra un acto público en pro del estatuto valenciano.
- 1935: Caroline Mikkelsen es la primera mujer que pone pie en la Antártida.
- 1937: en Japón obtiene la victoria electoral el partido liberal Minseitō
- 1938: en Reino Unido se produce la dimisión de Anthony Eden, ministro.de Asuntos Exteriores. Le sucederá Edward Halifax.
- 1938: en Argentina, el doctor Roberto Marcelino Ortiz asume como presidente.
- 1943: en México se forma el volcán Paricutín.
- 1944: en el transcurso de la Segunda Guerra Mundial, la aviación estadounidense inicia un bombardeo intensivo sobre las fábricas de armamento alemanas en la llamada operación «Semana Grande».
- 1944: Estados Unidos invade la isla Eniwetok.
- 1946: en el madrileño Teatro María Guerrero se estrena El caso de la mujer asesinadita, de Miguel Mihura.
- 1947: en la India se retiran las tropas británicas; Lord Mountbatten asume el cargo de Virrey de la colonia.
- 1949: en las islas de Cabo Verde, el derrumbamiento de un muro ocasiona 232 muertos y 50 heridos.
- 1953: en Londres, el cuadro Dama con abanico (de Francisco de Goya) es vendido por 1400 libras esterlinas.
- 1955: en Madrid comienza el Congreso Nacional de Moralidad y Familia, presidido por el arzobispo de Sion.
- 1956: en Grecia, Constantinos Karamanlís vence en las elecciones celebradas.
- 1958: en Cabo Cañaveral (Estados Unidos) el cohete Atlas estalla en la plataforma de lanzamiento, lo que supone el quinto fracaso de siete intentos de lanzamiento.
- 1962: el astronauta estadounidense John Glenn (del proyecto Mercury) órbita 3 veces la tierra en 4 horas 55 minutos, siendo el primer estadounidense en hacerlo.
- 1965: la sonda estadounidense Ranger VIII envía 7000 imágenes antes de chocar contra la Luna.
- 1969: Rumania prohíbe las maniobras del Pacto de Varsovia en su territorio.
- 1970: Chile firma un tratado comercial con Cuba, a pesar de la prohibición de la Organización de los Estados Americanos (OEA).
- 1972: en El Salvador, Arturo Armando Molina asume como presidente.
- 1973: En México, se transmite el último capítulo del programa humorístico Chespirito, tras 2 años de emisión, terminando así su primera etapa de emisión y dando paso a las producciones independientes de El Chavo del 8, El Chapulín Colorado y El Ciudadano Gómez.
- 1976: la Real Academia de la Lengua Vasca consigue el reconocimiento institucional.
- 1977: en El Salvador, Carlos Humberto Romero es elegido presidente.
- 1978: el gobierno español se alarma ante la posibilidad de que la Organización para la Unidad Africana (OUA) califique a las islas Canarias como «colonia europea».
- 1981: la Comunidad Económica Europea (CEE), a pesar de las presiones estadounidenses en sentido contrario, decide seguir ayudando al gobierno de El Salvador.
- 1982: en el Mar Caribe, la Organización del Tratado del Atlántico Norte (OTAN) realiza sus primeras maniobras navales.
- 1983: en el estado federado de Assam (India) suceden sangrientos disturbios tras las elecciones.
- 1985: la Plaza Mayor de Madrid es declarada monumento histórico-artístico.
- 1986: en Sicilia la policía detiene a Michele Greco, jefe máximo de la mafia, buscado desde 1982.
- 1987: en Salt Lake City estalla una bomba puesta por Theodore Kaczynski, más conocido como Unabomber.
- 1989: en Ternhill (Inglaterra), una bomba del IRA destruye una sección de las barracas del ejército británico.
- 1990: en la URSS, el Sóviet Supremo estudia el proyecto de disgregación de las repúblicas de la URSS; asimismo, el ministro de Exteriores soviético, Eduard Shevardnadze, uno de los representantes más destacados de la perestroika, anuncia su dimisión.
- 1991: en Tirana (capital de Albania), 100.000 personas se manifiestan por la democratización del país. Derriban una gigantesca estatua de dictador Enver Hoxha.
- 1992: en Albertville (Francia) la esquiadora española Blanca Fernández Ochoa consigue la medalla de bronce en el eslalon especial en los juegos Olímpicos.
- 1993: En Villa Soldati, Argentina, se funda el Estadio Guillermo Laza.
- 1997: Kim Novak recibe en el Festival de Berlín el Oso de Oro por toda su carrera cinematográfica.
- 1998: los representantes del Sinn Féin (brazo político del IRA) son temporalmente expulsados de la mesa de negociaciones de paz sobre Irlanda del Norte.
- 1998: en Colombia se realizan las primeras detenciones de miembros de las fuerzas de seguridad por pertenecer a grupos paramilitares.
- 1998: Estados Unidos finaliza sus operaciones en la Antártida, tras 43 años de presencia en la zona.
- 1999: en Nigeria triunfa en las elecciones el Partido Democrático del Pueblo de Nigeria (PDP), de Olusegun Obasanjo.
- 2000: en Berlín, la película Magnolia, de Paul Thomas Anderson, recibe el Oso de Oro en el Festival de Berlín.
- 2002: la representación numérica de las 20 horas y dos minutos del día de hoy configura un curioso palíndromo de doce cifras: 20:02.20.02.2002, que no se producía desde 470 años antes (23:51.21.12.1532) y no volverá a repetirse hasta pasados 110 años (21:12.21.12.2112). Este fenómeno se llama homidimea coincidente.
- 2002: en Reqa Al-Gharbiya (Egipto), un incendio en un tren causa 370 muertos y 65 heridos.
- 2002: en Colombia, el presidente de la República Andrés Pastrana Arango da por terminadas las negociaciones de paz que, desde 1998, el estado Colombiano mantenía con las FARC-EP.
- 2003: en West Warwick (Rhode Island, Estados Unidos) una bengala incendia el club, produciendo 100 muertos y más de 300 heridos.
- 2003: una avería deja sin teléfono móvil a 8,7 millones de españoles abonados a la compañía Vodafone.
- 2003: un juez ordena la detención de Carlos Fernández, presidente de la mayor organización empresarial de Venezuela (Fedecámaras), por su actuación como instigador de la huelga general contra el Gobierno de Hugo Chávez.
- 2004: A la apertura de la tercera jornada del Festival Internacional de la Canción de Viña de Mar, se presenta el grupo estadounidense Toto, en la que sería una de las presentaciones más memorables de dicho festival en toda su historia. La agrupación tocó éxitos suyos como  Africa, Hold the Line y Rosanna, entre otros.
- 2005: Referéndum en España para la ratificación del Tratado por el que se establece una Constitución para Europa. Los españoles aprueban la nueva Constitución con un 76,7% de los votos. La participación fue del 42%.
- 2005: Elecciones Primarias en Honduras Estableciendo los candidatos presidenciales a Manuel Zelaya Rosales del Partido Liberal y Porfirio Lobo Sosa del Partido Nacional, a su vez fueron seleccionados las candidaturas de alcaldes y diputados para participar en las Elecciones generales de Honduras de 2005
- 2005: en aguas del río Buriganga (Bangladés) naufraga un ferry, dejando más de 80 fallecidos y un centenar de desaparecidos.
- 2005: David Canal consigue el récord nacional de los 400 metros en pista cubierta, estableciendo una nueva marca de 45,93 s.
- 2005: la selección española de fútbol sala se proclama campeona de Europa por tercera vez en su historia tras derrotar en la final a la selección de Rusia por 2-1.
- 2005: Ruud Lubbers, Alto Comisionado de las Naciones Unidas para los Refugiados, dimite por las acusaciones de acoso sexual.
- 2006: la justicia austriaca condena a tres años de cárcel al escritor David Irving por negacionismo del Holocausto.
- 2007: en el Estado de Nueva Jersey (Estados Unidos) entra en vigor la Ley de Unión Civil entre homosexuales.
- 2008: entre Barcelona y Madrid entra en funcionamiento el tren de alta velocidad (AVE).
- 2012: en Perú, el Club Deportivo Universidad de San Martín de Porres decide retirarse de manera definitiva del fútbol profesional.
- 2013: en Quito (Ecuador) se inaugura el nuevo Aeropuerto Internacional Mariscal Sucre en la localidad de Tababela, en sustitución de su homónimo fundado en 1960.

## Nacimientos
- 1751: Johann Heinrich Voss, poeta alemán. (f. 1826).
- 1756: Angelica Schuyler Church, hermana de Elizabeth Schuyler Hamilton, (f. 1814).
- 1768: Maurice Mathieu, general francés (f. 1833).
- 1782: Friedrich Ernst Ludwig von Fischer, botánico alemán (f. 1854).
- 1782: Nicola Manfroce, compositor italiano (f. 1813).
- 1815: Louis Le Chatelier, ingeniero francés (f. 1873).
- 1819: Alfred Escher, político suizo, industrial de los ferrocarriles (f. 1882).
- 1844: Ludwig Boltzmann, físico austriaco (f. 1906).
- 1844: Joshua Slocum, navegante canadiense (desaparecido en el mar en 1909).
- 1849: Auguste Louis Maurice Levêque de Vilmorin, biólogo francés (f. 1918).
- 1868: Pompeu Fabra, lingüista español (f. 1948).
- 1874: Mary Garden, cantante escocesa (f. 1967).
- 1875: Max Cetto, arquitecto mexicano (f. 1980).
- 1879: Pedro Muñoz Seca, escritor español  (f. 1936).
- 1880: Jacques d'Adelswärd-Fersen, novelista y aristócrata francés (f. 1923).
- 1882: Nicolai Hartmann, filósofo alemán (f. 1950).
- 1888: Georges Bernanos, escritor francés (f. 1948).
- 1889: Laureano Gómez, político colombiano (f. 1965).
- 1898: Jimmy Yancey, pianista y compositor estadounidense de blues (f. 1951).
- 1967: Kurt Cobain, vocalista y guitarrista estadounidense de Nirvana (f. 1994).
- 1900: Agustín Segura, pintor español (f. 1988).
- 1901: Muhammad Naguib, político y militar egipcio (f. 1984).
- 1902: Ansel Adams, fotógrafo estadounidense (f. 1984).
- 1903: Lev Dovator, militar soviético (f. 1941).
- 1904: Alekséi Kosygin, estadista soviético, presidente entre 1964 y 1980 (f. 1980).
- 1906: Gale Gordon, actor estadounidense de radio y televisión (f. 1995).
- 1907: Serguéi Shtemenko, militar soviético (f. 1976)
- 1909: Oscar Alemán, guitarrista y compositor argentino (f. 1980).

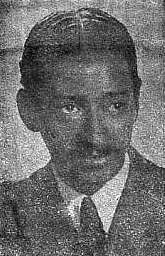
Oscar Alemán.

- 1912: Pierre Boulle, escritor francés (f. 1994).
- 1914: Francisco de Paula, actor argentino (f. 1985).
- 1917: Juan Vicente Torrealba, músico y compositor venezolano (f. 2019).
- 1919: Luis Bedoya Reyes, abogado y político peruano (f. 2021).
- 1919: Lotfollah Safi Golpaygani, gran ayatolá iraní (f. 2022).
- 1920: Carmela Arias y Díaz de Rábago, financiera española (f. 2009).
- 1921: Conrado San Martín, actor español (f. 2019).
- 1922: Bim Diederich, ciclista luxemburgués (f. 2012).
- 1923: Forbes Burnham, político guyanés (f. 1985).
- 1925: Robert Altman, cineasta estadounidense (f. 2006).
- 1926: Alfonso Sastre, escritor, dramaturgo, ensayista y guionista cinematográfico español (f. 2021).
- 1926: Ken Olsen, ingeniero y empresario estadounidense (f. 2011).
- 1926: Richard Matheson, escritor estadounidense (f. 2013).
- 1926: Zinaída Portnova, partisana soviética, Heroína de la Unión Soviética (f. 1944).
- 1927: Roy Cohn, abogado estadounidense (f. 1986).
- 1927: Ibrahim Ferrer, cantante cubano (f. 2005).
- 1927: Lucho Argaín, cantante colombiano (f. 2002).
- 1927: Sidney Poitier, actor estadounidense (f. 2022).
- 1928: Osvaldo Berlingieri, pianista argentino de tango (f. 2015).
- 1930: Roberto Cobo, actor mexicano (f. 2002).
- 1932: Enrique Múgica Herzog, político español (f. 2020).
- 1932: Robert Ader, psiquiatra y académico estadounidense (f. 2011).
- 1932: Manuel Alejandro, compositor, arreglista y productor musical español.
- 1933: Alfredo Garrido, cantante y productor musical español (f. 2024).
- 1934: Bobby Unser, piloto de automovilismo estadounidense (f. 2021).
- 1934: Hugo Gutiérrez Vega, poeta mexicano (f. 2015).
- 1936: Shigeo Nagashima, beisbolista japonés (f. 2025).
- 1937: Robert Huber, químico alemán, premio nobel de química en 1988.
- 1937: Roger Penske, piloto y dueño de equipo de automovilismo estadounidense.
- 1937: Nancy Wilson, cantante estadounidense (f. 2018).
- 1937: Nelly Trenti, conductora y locutora argentina (f. 2022).
- 1937: Alfredo Rojas, futbolista argentino (f. 2023).
- 1938: Richard Beymer, actor y escritor estadounidense.
- 1940: Christoph Eschenbach, pianista y director de orquesta alemán.
- 1940: Jimmy Greaves, jugador de fútbol británico (f. 2021).
- 1940: Raquel Ércole, actriz colombiana (f. 2021).
- 1942: Ernâni Lopes, político y economista portugués (f. 2010).
- 1942: Mitch McConnell, político estadounidense.
- 1943: Roberto Jordán, cantante, compositor y actor mexicano.
- 1943: Antonio Inoki, luchador japonés (f. 2022).
- 1943: Mike Leigh, cineasta británico.
- 1943: Lex Clark, remero neozelandés (f. 2025).
- 1944: Willem van Hanegem, jugador neerlandés de fútbol americano.
- 1944: Adam Lisewski, esgrimidor polaco (f. 2023).
- 1945: Enrique Sánchez Abulí, historietista español.
- 1945: George F. Smoot, físico y astrónomo estadounidense.
- 1946: Brenda Blethyn, actriz británica.
- 1946: Riccardo Cocciante, músico ítalo-francés.
- 1947: Peter Strauss, actor estadounidense.
- 1948: Jennifer O'Neill, actriz estadounidense de origen brasileño.
- 1948: Cristóbal Pissarides, economista grecochipriota.
- 1949: Ivana Trump, modelo, esquiadora, celebridad, escritora, diseñadora y empresaria checoslovaca (f. 2022)
- 1950: Tony Wilson, periodista y empresario británico (f. 2007).
- 1950: Walter Becker, músico estadounidense, de la banda Steely Dan (f. 2017).
- 1951: Gordon Brown, político británico.
- 1951: Anthony Davis, compositor y pianista estadounidense de jazz.
- 1952: Elsa Bornemann, escritora argentina (f. 2013).
- 1953: Riccardo Chailly, director de orquesta y músico italiano.
- 1954: Patty Hearst, actriz estadounidense.
- 1954: Billy Pontoni, músico colombiano.
- 1954: Anthony Stewart Head, actor británico.
- 1956: Larry Charles, cineasta estadounidense.
- 1957: Thierry Rapicault, piloto de motociclismo francés.
- 1960: Ennio Marchetto, actor cómico italiano.
- 1962: Hilario Pino, periodista español.
- 1962: Lorena Cuéllar Cisneros, política mexicana.
- 1962: Stephan van den Berg, regatista neerlandés.
- 1963: Charles Barkley, baloncestista estadounidense.
- 1963: Oliver Mark, fotógrafo y artista alemán.
- 1963: Ian Brown, cantante de la banda Stone Roses.
- 1964: Willie Garson, actor estadounidense (f. 2021).
- 1966: Cindy Crawford, modelo estadounidense.
- 1967: Kurt Cobain, cantante, compositor y guitarrista estadounidense (f. 1994).
- 1967: Andrew Shue, actor estadounidense de televisión.
- 1967: Lili Taylor, actriz estadounidense.
- 1968: Ramón Luque, escritor y director de cine español.
- 1968: Ruth Kaps, remera alemana.
- 1969: Juan di Natale, conductor de televisión argentino.
- 1969: Siniša Mihajlović, futbolista serbio.
- 1969: Danis Tanović, cineasta y guionista bosnio.
- 1971: Roberto Gañán Ojea, cantante y guitarrista español, de la banda Ska-P.
- 1972: Pedro Sánchez Pérez-Castejón, político y economista español.
- 1972: Rolando Argueta, abogado hondureño.
- 1972: Robert Churchwell, baloncestista estadounidense.
- 1972: Roxana Díaz, actriz y modelo venezolana.
- 1972: Jason Vincent, piloto de motociclismo británico.
- 1972: Anton Shkaplerov, astronauta ruso.
- 1972: Maju Lozano, actriz argentina.
- 1972: Daniel Rossello, futbolista uruguayo-mexicano.
- 1972: Corinna Harney, modelo y actriz alemana.
- 1972: Cristina Sánchez, torera española.
- 1972: Magdalena Cielecka, actriz polaca.
- 1972: Ruben Nembhard, baloncestista estadounidense.
- 1972: Andrei Nemykin, futbolista ruso.
- 1973: Kimberley Davies, actriz australiana.
- 1973: Andrea Savage, actriz estadounidense.
- 1974: Vera Ilina, saltadora rusa.
- 1974: Karim Bagheri, futbolista y entrenador iraní.
- 1974: Andrea Meneghin, baloncestista italiano.
- 1974: Nicolás Fontaine, actor chileno.
- 1975: Brian Littrell, cantante estadounidense, de la banda Backstreet Boys.
- 1975: Rahman Rezaei, futbolista y entrenador iraní.
- 1976: Sophie Evans, actriz pornográfica húngara.
- 1976: Saeed Al-Kass, futbolista emiratí.
- 1976: Yari Silvera, futbolista uruguayo.
- 1977: Gail Kim, luchadora canadiense.
- 1977: Bartosz Kizierowski, nadador polaco.
- 1977: Stephon Marbury, baloncestista estadounidense.
- 1977: María José Prieto, actriz chilena.
- 1977: Antonio Manuel Ruiz Fernández, futbolista y entrenador español.
- 1977: Davoud Seyed Abbasi, futbolista y entrenador iraní.
- 1977: Nienke Hommes, remero neerlandés.
- 1977: Angelina Masdeu, rugbista española.
- 1978: Lauren Ambrose, actriz estadounidense.
- 1978: Jay Hernández, actor estadounidense.
- 1978: Julia Jentsch, actriz alemana.
- 1979: Song Chong-gug, futbolista surcoreano.
- 1979: Alberto Noah, futbolista español.
- 1979: Roberto Júlio de Figueiredo, futbolista brasileño.
- 1980: Artur Boruc, futbolista polaco.
- 1980: Imanol Harinordoquy, rugbista francés.
- 1980: Serguéi Zúyev, jugador ruso de fútbol sala.
- 1980: Guillermo Pereyra, futbolista y entrenador argentino.
- 1980: Loes Ypma, política neerlandesa.
- 1980: Armando Invernón, futbolista español.
- 1981: Tony Hibbert, futbolista británico.
- 1981: Moisés Hurtado, futbolista español.
- 1981: Chris Thile, músico estadounidense.
- 1981: Nicolas Penneteau, futbolista francés.
- 1982: Osita Iheme, actor nigeriano.
- 1982: Rawle Marshall, baloncestista estadounidense.
- 1982: Krystian Brzozowski, luchador polaco.
- 1982: Denís Markélov, remero ruso.
- 1983: Nanae Aoyama, escritora japonesa.
- 1983: Nicolás Spolli, futbolista argentino.
- 1984: Brian McCann, beisbolista estadounidense.
- 1984: Keisuke Koide, actor japonés.
- 1984: Tamás Vaskó, futbolista húngaro.
- 1984: George Lucas Coser, futbolista brasileño.
- 1984: Abdelatif Bahdari, futbolista palestino.
- 1985: Julia Volkova, cantante rusa, exmiembro de la banda t.A.T.u.
- 1985: Natalie Dell, remera estadounidense.
- 1985: Sonja Kešerac, remera croata.
- 1985: Hafizullah Qadami, futbolista afgano.
- 1985: Jacques Elong Elong, futbolista camerunés (f. 2025).
- 1986: Nicolás Fagúndez, futbolista uruguayo.
- 1986: Ignacio Canuto, futbolista argentino.
- 1987: Miles Teller, actor estadounidense.
- 1987: Jan Šimůnek, futbolista checo.
- 1987: Lene Mykjåland, futbolista noruega.
- 1987: Tim Sparv, futbolista finlandés.
- 1988: Rihanna, cantante, diseñadora, compositora, actriz y modelo barbadense.
- 1988: Ki Bo Bae, arquera surcoreana.
- 1988: Ivan Kelava, futbolista croata.
- 1988: Krste Velkoski, futbolista macedonio.
- 1989: Jack Falahee, actor estadounidense.
- 1989: Peter Schmidt, remero estadounidense.
- 1989: Marcos Gullón, futbolista español.
- 1989: Enrico Valentini, futbolista alemán.
- 1989: Thales Lima, futbolista brasileño.
- 1990: Ciro Immobile, futbolista italiano.
- 1990: Kim Tae-Hwan, jugador de curling surcoreano.
- 1990: Ronja Schütte, remera alemana.
- 1990: Mickaël Ivaldi, rugbista francés.
- 1991: Peniel Mlapa, futbolista togolés.
- 1991: Julia Edward, remera neozelandesa.
- 1991: Robert Gucher, futbolista austriaco.
- 1991: Abraham Cabrera, futbolista boliviano.
- 1992: Alexandre Coeff, futbolista francés.
- 1992: Aaron Appindangoyé, futbolista francés.
- 1992: Giorgi Iluridze, futbolista georgiano.
- 1992: Juary Soares, futbolista bisauguineano.
- 1992: Alejandro Quintana, futbolista argentino.
- 1992: César Serna, futbolista paraguayo.
- 1993: Pere Pons, futbolista español.
- 1993: Juan Manuel García García, futbolista español.
- 1993: Hamilton Piedra, futbolista ecuatoriano.
- 1993: Prince Saydee, futbolista liberiano.
- 1993: Žiga Dimec, baloncestista esloveno.
- 1994: Giorgia Lo Bue, remera italiana.
- 1994: Nika Sandokhadze, futbolista georgiano.
- 1995: Gabriel Chaparro, balonmanista uruguayo.
- 1995: Aiyanna Stiverne, atleta canadiense.
- 1995: Daniel Avramovski, futbolista macedonio.
- 1995: Samir Bellahcene, balonmanista francés.
- 1995: Lucas Gargallo, baloncestista argentino.
- 1995: Simon Maurberger, esquiador italiano.
- 1996: Prisca Awiti, judoca británico-mexicana.
- 1996: Javier Fernández Abruñedo, futbolista español.
- 1996: Iván Leszczuk, futbolista argentino.
- 1996: Artsiom Karaliok, balonmanista bielorruso.
- 1996: David Dioses, futbolista peruano.
- 1996: Diego Angles, futbolista peruano.
- 1997: Ricardo Angulo, futbolista mexicano.
- 1997: Jorge de Frutos Sebastián, futbolista español.
- 1997: Nils Dunkel, gimnasta artístico alemán.
- 1997: Angela Romei, jugadora de curling italiana.
- 1997: Marlena Karwacka, ciclista polaca.
- 1997: Shannon Bogues, baloncestista estadounidense.
- 1997: Carlos Marín Tomás, futbolista español.
- 1998: Matt Hunter, cantante estadounidense.
- 1998: Matthias Verreth, futbolista belga.
- 1998: Jonas da Silva Santos, futbolista brasileño.
- 1998: Bartek Pietras, baloncestista polaco.
- 1998: Mariano Peralta Bauer, futbolista argentino.
- 1998: Shun Nishime, actor y modelo japonés.
- 1998: Mohammed Dauda, futbolista ghanés.
- 1998: Aron Kifle, atleta eritreo.
- 1998: Ben Bredeson, jugador de fútbol americano estadounidense.
- 1998: Keaton Winn, beisbolista estadounidense.
- 1999: Sarpreet Singh, futbolista neozelandés.
- 1999: Lea van Acken, actriz alemana.
- 1999: Jarrett Culver, baloncestista estadounidense.
- 1999: Maximiliano Centurión, futbolista argentino.
- 1999: Alejandro Machuca, futbolista paraguayo.
- 1999: Kevin Patkovsky, futbolista argentino.
- 1999: Olivier Sarr, baloncestista francés.
- 1999: Jenna Clause, actriz canadiense.
- 1999: Tadeo Allende, futbolista argentino.
- 1999: Jeremy Aguirre, futbolista peruano.
- 2000: Kristóf Milák, nadador húngaro.
- 2000: Josh Sargent, futbolista estadounidense.
- 2000: Dennis Jastrzembski, futbolista alemán.
- 2000: Karolina Bosiek, patinadora polaca.
- 2000: Alyssa Wilson, atleta estadounidense.
- 2000: Andrea Cambiaso, futbolista italiano.
- 2001: Tamir Berman, futbolista argentino.
- 2001: Nelson Épée, rugbista francés.
- 2001: Martín Satriano, futbolista uruguayo.
- 2001: José Gatica, futbolista chileno.
- 2001: Edgar Games, futbolista mexicano.
- 2001: Ousmane Camara, futbolista guineano.
- 2002: Sakura Motoki, luchadora japonesa.
- 2002: Jassem Gaber, futbolista catarí.
- 2002: Gavin Bazunu, futbolista irlandés.
- 2002: Gabriel Kobylak, futbolista polaco.
- 2002: Yeo Seo-Jeong, gimnasta artística surcoreana.
- 2002: Thomas Bortoli, balonmanista italiano.
- 2003: Olivia Rodrigo, actriz, cantante y compositora estadounidense.
- 2003: Tomás Ángel, futbolista colombiano.
- 2003: Xavier Simons, futbolista inglés.
- 2003: Joao Grimaldo, futbolista peruano.
- 2003: Mateo Soler, rugbista argentino.
- 2004: Álex Calvo, futbolista español.
- 2005: Sara Ortega, futbolista española.
- 2014: Leonor de Suecia, princesa de Suecia, duquesa de Gotland.

## Fallecimientos
- 1194: Tancredo, rey siciliano (n. ca. 1138).
- 1431: Martín V papa italiano entre 1417 y 1431 (n. ca. 1368).
- 1513: Juan I, rey danés (n. 1455).
- 1524: Tecún Umán, último líder de los quichés (mayas).
- 1618: Felipe Guillermo de Orange-Nassau, aristócrata francés (n. 1554).
- 1626: John Dowland, compositor británico (n. 1563).
- 1685: Sofía Amelia de Brunswick-Lüneburg, reina de Dinamarca y de Noruega (n. 1628).
- 1773: Carlos Manuel III, aristócrata francés, rey de Cerdeña (n. 1701).
- 1790: José II de Habsburgo, rey húngaro (n. 1741).
- 1810: Andreas Hofer, héroe tirolés (n. 1767).
- 1850: Valentín Canalizo, militar y político mexicano (n. 1794).
- 1861: Eugène Scribe, escritor francés (n. 1791).
- 1862: Francisco Balagtas, poeta filipino (n. 1788).
- 1871: Paul Kane, pintor irlandés-canadiense (n. 1810).
- 1872: Manuel Pando Fernández de Pinedo, político y académico español  (n. 1792).
- 1889: José Antonio Barrenechea y Morales, jurista peruano (n. 1829).
- 1895: Frederick Douglass, escritor abolicionista estadounidense (n. 1818).
- 1905: Henri Louis Frédéric de Saussure, naturalista y entomólogo suizo (n. 1829).
- 1907: Henri Moissan, químico francés, premio nobel de química en 1906 (n. 1852).
- 1914: Paul Chevré, escultor francés (n. 1866).
- 1916: Klas Pontus Arnoldson, político, periodista y pacifista sueco, premio nobel de la paz en 1908 (n. 1844).
- 1920: Robert Peary, explorador estadounidense (n. 1856).
- 1920: Jacinta Marto, Santa portuguesa (n. 1910).
- 1933: Takiji Kobayashi, escritor japonés (n. 1903).
- 1936: Max Schreck, actor alemán (n. 1879).
- 1937: Percy Cox, administrador británico del Colonial Office en el Oriente Medio (n. 1864).
- 1941: George Minne, escultor belga.
- 1941: Carlos Baca-Flor, pintor peruano (n. 1867).
- 1950: Sarat Chandra Bose, abogado indio, activista por la independencia de la India (n. 1889).
- 1951: Cyril Maude, actor británico (n. 1862).
- 1954: Vicente Lecuna, historiador y banquero venezolano (n. 1870).
- 1963: Ferenc Fricsay, director de orquesta y músico húngaro (n. 1914).
- 1963: Jacob Gade, compositor danés (n. 1879).
- 1966: Chester Nimitz, militar estadounidense (n. 1885).
- 1968: Anthony Asquith, cineasta británico (n. 1902).
- 1969: Ernest Ansermet, director de orquesta y músico suizo (n. 1883).
- 1972: Maria Goeppert-Mayer, física alemana, premio nobel de física en 1963 (n. 1906).
- 1972: Vidal López, beisbolista venezolano (n. 1918).
- 1973: José Antonio Junco Toral, político español (n. 1894).
- 1976: René Cassin, jurista francés, premio nobel de la paz en 1968 (n. 1887).
- 1977: Enzo Centenario Argentino Ardigó, locutor y comentarista argentino (n. 1910).
- 1983: Rosanna Falasca, cantante de tangos argentina (n. 1953).
- 1984: Bepi Colombo, matemático, astrónomo e ingeniero italiano (n. 1920).
- 1988: Inocencio Burgos, político español (n. 1900).
- 1989: Julio César Chaves, historiador paraguayo (n. 1907).
- 1992: Roberto d'Aubuisson, político derechista salvadoreño (n. 1944).
- 1992: Pierre Dervaux, director de orquesta, francés (n.1917).
- 1992: Dick York, actor estadounidense (n. 1928).
- 1992: José Luis Manzano, actor español (n. 1962).
- 1993: Ferruccio Lamborghini, constructor de automóviles (n. 1916).
- 1996: Solomon Asch, psicólogo estadounidense (n. 1907).
- 1996: Tōru Takemitsu, compositor japonés (n. 1930).
- 1996: Mariano Vidal Molina, actor argentino (n. 1925).
- 2000: Jean Dotto, ciclista francés (n. 1928).
- 2001: Enrique Escudero de Castro, político español (n. 1940).
- 2003: Maurice Blanchot, escritor e intelectual francés (n. 1907).
- 2005: Sandra Dee, actriz estadounidense (n. 1942).
- 2005: Hunter S. Thompson, escritor estadounidense (n. 1937).
- 2006: Paul Marcinkus, obispo estadounidense (n. 1922).
- 2007: Carl-Henning Pedersen, pintor danés (n. 1913).
- 2010: Alexander Haig, militar y político estadounidense (n. 1924).
- 2011: Mario Garrido Montt, abogado chileno (n. 1927).
- 2011: Carmelo Artiles, abogado, profesor y político español (n. 1945).
- 2011: Fernando Lamberg, escritor chileno (n. 1928).
- 2011: Noemí Simonetto, atleta argentina (n. 1926).
- 2012: Renato Dulbecco, virólogo italiano (n. 1914).
- 2012: Sebhat Guebre-Egziabher, escritor etíope (n. 1935).
- 2012: Lydia Lamaison, actriz argentina (n. 1914).
- 2012: Edgardo Gabriel Storni, arzobispo argentino (n. 1936).
- 2012: Vitali Vorotnikov, político ruso (n. 1926).
- 2013: Antonio Roma, futbolista argentino (n. 1932).
- 2014: Jorge Polaco, cineasta argentino (n. 1946).
- 2016: Fernando Cardenal, sacerdote jesuita nicaragüense (n. 1934).
- 2017: Vitali Churkin, diplomático ruso (n. 1952).
- 2017: Sofía Imber, periodista y promotora de arte rumano-venezolana (n. 1924)
- 2018: Alejandro Mieres, pintor y artista plástico español (n. 1927).
- 2018: Tōta Kaneko, poeta japonés (n. 1919).
- 2019: Dominick Argento, compositor estadounidense (n. 1927).
- 2019: Chelo Alonso, actriz cubana (n. 1933).
- 2020: István Gáli, boxeador húngaro (n. 1943).
- 2022: Eduardo Bonomi, político uruguayo (n. 1948).
- 2024: Jesús Brayan Salgado Lopez Estudiante Normalista Mexicano (n. 2005).
- 2025: Daniel Bisogno: Presentador de televisión mexicano (n. 1973).

## Celebraciones
- Día Mundial de la Justicia Social.

- Día Internacional del Gato.[1]
En conmemoración de la fecha de 2009 en la que murió Socks, la mascota felina del presidente estadounidense Bill Clinton. Socks se metía en todos los actos oficiales en la Casa Blanca, con lo que ganó popularidad en todo el mundo.

- Día Internacional de la Pipa.[2]
Celebración para los fumadores que usan una pipa, en vez de llevarse el tabaco directamente a los labios.

- Día Internacional del Camarógrafo y Fotógrafo.
Para rendir homenaje a todos los profesionales que capturan con el lente de sus cámaras fotográficas o de video, sucesos o instantáneas, que comparten con el mundo en vivo o mediante periódicos, revistas noticieros o internet.

- Día Mundial de Amar a tu Mascota.[3]
Festividad con el objetivo de fomentar el cuidado y protección a los animales, así como promover la adopción de mascotas.

 Por países
(Por orden alfabético)
- Argentina:
  - Aniversario de la Batalla de Salta.[4]
Librada entre el Ejército del Norte al mando del general Manuel Belgrano y las tropas realistas dirigidas por Pío Tristán, termina con victoria argentina.
Ocurrido el: 20 de febrero de 1813 (212 años).
    -  Misiones: 
      - Aniversario de Cerro Corá.
Fundación: 20 de febrero de 1894 (131 años).[5]

- Ecuador:
  - Día del Abogado Ecuatoriano.[6]
Esta conmemoración nació en 1945 y se estableció en memoria de Luis Felipe Borja Pérez, quien es considerado el abogado más prestigioso de la historia ecuatoriana.

- Estados Unidos:
  - Día Nacional del Amor a tu Mascota.
(en inglés: National Love Your Pet Day).
  - Día del Muffin.
Conocido en español como panquecito, panqué, ponqué, cubilete, magdalena o queque, es un producto de repostería elaborado con pan dulce.
(en inglés: National Muffin Day.).
  - Día del Pastel o Tarta de Cerezas.
(en inglés: National Cherry Pie Day).
  - Día Sin Política.
(en inglés: No Politics Day).
  - Día de la Comodidad
(en inglés: National Comfy Day).
  - Día del Liderazgo Nacional.
(en inglés: National Leadership Day).

- Guatemala:
  - Día de la Marimba.[7]
Hace 47 años el Congreso de la República aprobó el Decreto 66-78, que declara a la Marimba Instrumento Nacional.
  - Día de Tecún Umán.

- Perú:
  - Día del Emoliente, Quinua, Maca, Kiwicha y demás bebidas naturales tradicionales.[8]

- Venezuela: 
  - Día de la Federación.

### Santoral católico

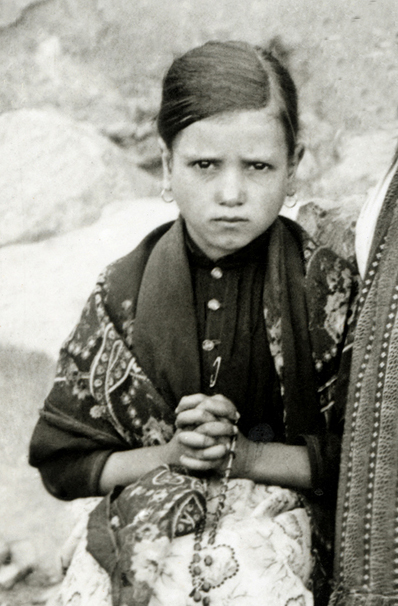
Santa Jacinta Marto en 1917.

- San Serapión de Alejandría, mártir (f. c. 248).[9]
- Santos Mártires de Tiro (f. 303).
- San Tiranión de Tiro, obispo y mártir (f. 311).[9]
- San Eleuterio de Tournai, obispo (f. c. 530).[10][9]
- San Euquerio de Orleans, obispo (f. c. 738).[9]
- San León de Catania, obispo (f. c. 787).[9]
- Santa Jacinta Marto (f. 1920).[11](imagen ilustrativa).
- Beata Julia Rodzinska, virgen y mártir (f. 1945).[9]